# Herb gminy Lubań
Herb gminy Lubań – symbol gminy Lubań.

## Wygląd i symbolika
Herb przedstawia na tarczy w polu złotym czteropolową tarczę sercową, otoczoną dwiema flagami z każdej ze stron. W polu pierwszym tarczy sercowej widnieje górzysty krajobraz na tle błękitu nieba, w polu drugim barwy złotej gałązka dębowa z zielonym liściem i czterema żołędziami barwy naturalnej, w polu trzecim barwy srebrnej brązowa otwarta brama miejska między dwoma wieżami nakrytymi czerwonymi daszkami, w polu czwartym barwy błękitnej osiem srebrnych gwiazd sześciopromiennych. Poniżej tarczy sercowej czarny napis „GMINA LUBAŃ”. 
Flagi pełnią funkcję motta herbu, krajobraz w polu pierwszym symbolizuje rolnictwo, liść dębu symbolizuje siłę, wytrwałość i niezależność, brama miejska symbolizuje nierozerwalny związek podlubańskich wsi z miastem Lubań, będącym siedzibą gminy, a gwiazdy w polu błękitnym przedstawiają Gwiazdozbiór Bliźniąt. To podczas przebywania Słońca w tym gwiazdozbiorze reaktywowano samorząd lokalny.